# 天潼路駅
天潼路駅（てんどうろえき）は中華人民共和国上海市虹口区河南北路と天潼路の交差点に位置する上海軌道交通10号線・12号線の駅である。

## 歴史

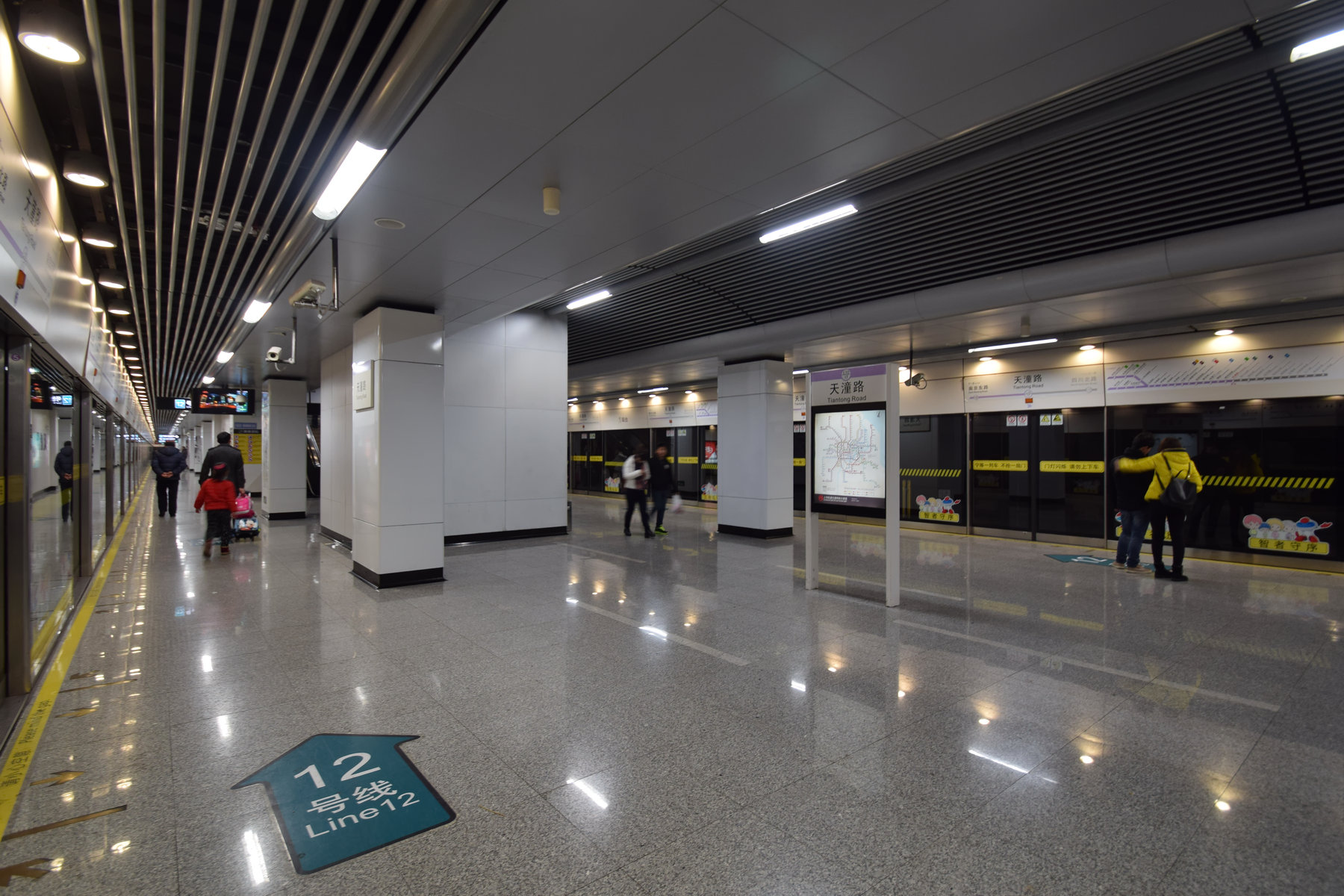
2010年4月10日：10号線の駅として開業[1]。
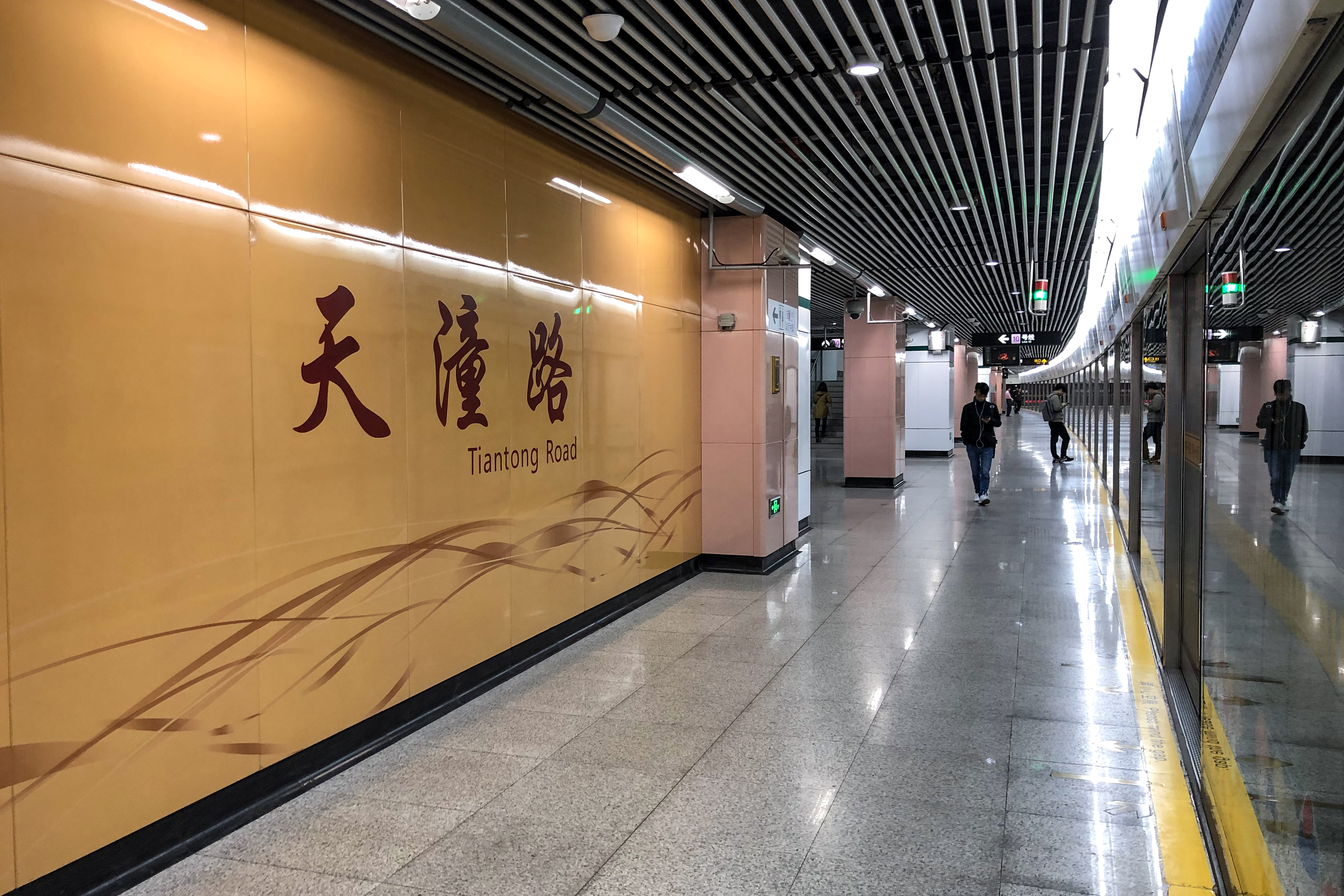
2013年12月29日：12号線の開業により乗換駅となる[2]。
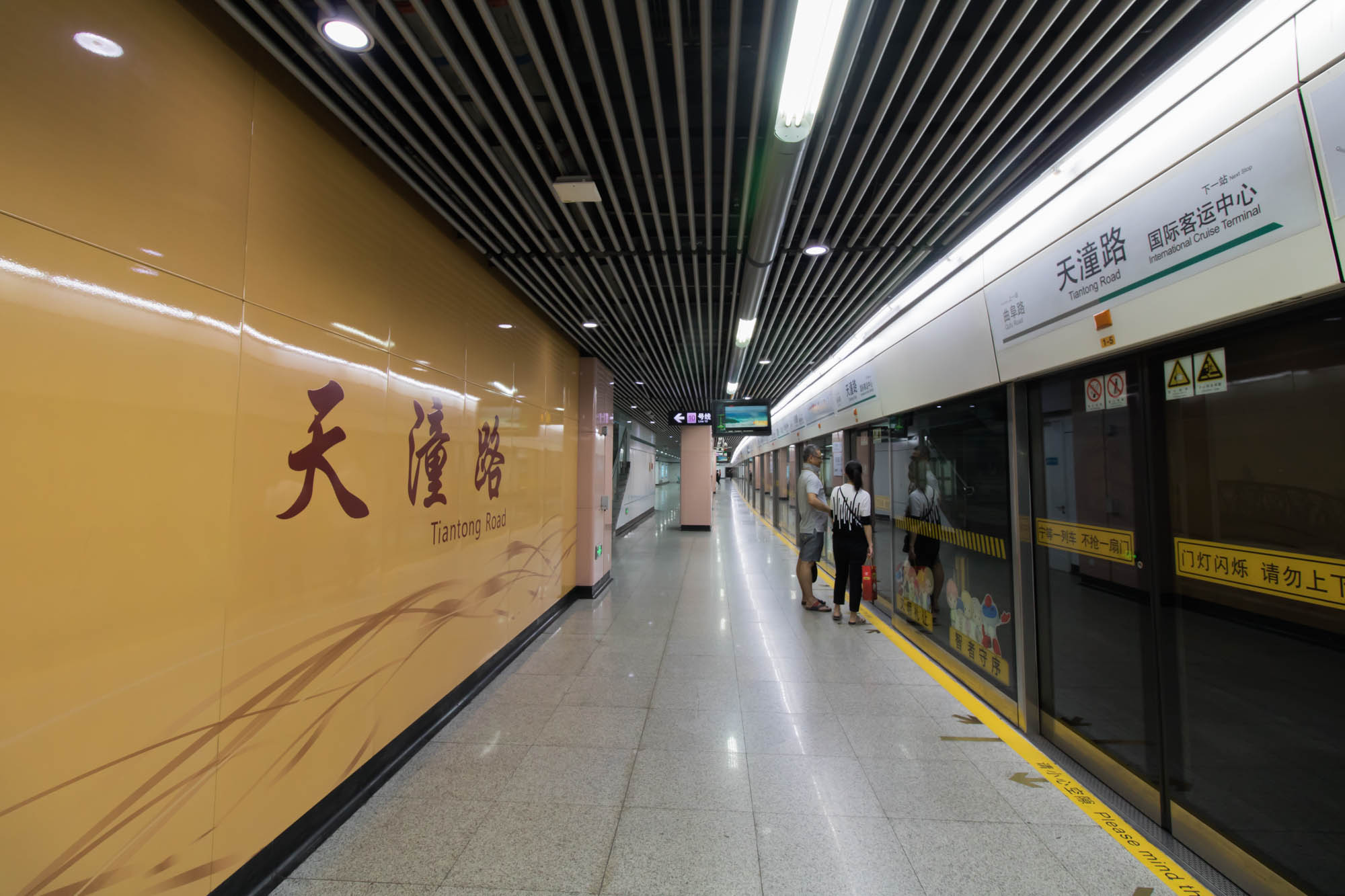
12号線4番線ホーム

## 駅構造
10号線は島式ホーム1面2線、12号線は相対式ホーム2面2線の地下駅である。10号線ホームは河南北路りの、12号線ホームは天潼路りの地下にある。

### のりば
| 番線                    | 路線     | 行先                   |
| ----------------------- | -------- | ---------------------- |
| 10号線ホーム（地下2階） |          |                        |
| 1                       | ■ 10号線 | 虹橋火車站・航中路方面 |
| 2                       | ■ 10号線 | 基隆路方面             |
| 12号線ホーム（地下3階） |          |                        |
| 3                       | ■ 12号線 | 七莘路方面             |
| 4                       | ■ 12号線 | 金海路方面             |

（出典：上海地下鉄:站层图）
- 10号線ホーム
- 12号線3番線ホーム
- 12号線4番線ホーム

## 駅周辺
- 上海興旺国際服飾城
- 上海七浦興旺服飾市場
- 順和里
- 翔陽商廈
- 河浜ビル
- 上海郵政博物館（中国語版）
- 上海総商会跡地（中国語版）
- ブルガリホテル 上海
- 華僑城蘇河湾88号院
- 上海蘇河湾万象天地（中国語版）
- 上海聯富服飾市場
- 聯富假日公寓
- 上海新七浦服飾市場
- 上海豪浦服飾市場
- 華僑公寓
- 上海凱旋城服飾批発市場
- 新金浦時尚服裝市場

## 隣の駅
上海軌道交通
■ 10号線
南京東路駅 - 天潼路駅 - 四川北路駅
■ 12号線
曲阜路駅 - 天潼路駅 - 国際客運中心駅